# Římskokatolická farnost Dlouhomilov
Římskokatolická farnost Dlouhomilov je územní společenství římských katolíků v děkanátu Zábřeh s farním kostelem Všech svatých.

## Historie farnosti
Farní kostel byl vystavěn v roce 1768 zřejmě na středověkých základech (loď a závěr). V roce 1832 byly přistavěny boční kaple a sakristie s oratořemi, předsíň s věží, zároveň bylo prodlouženo kněžiště a rozšířena okna.

## Duchovní správci
Administrátorem excurrendo je k prosinci 2016 R. D. Mgr. Vladimír Jahn.

## Bohoslužby
| Kostel        | Místo       | Bohoslužba (den) | Hodina                                                        | Poznámka     |
| ------------- | ----------- | ---------------- | ------------------------------------------------------------- | ------------ |
| Všech svatých | Dlouhomilov | neděle sobota    | 11.00 (1x za 14 dnů) 17.00 (zima)/18.00 (léto) (1x za 14 dnů) | farní kostel |

## Aktivity farnosti
Každoročně se ve farnosti koná tříkrálová sbírka, v roce 2016 se při ní vybralo v Dlouhomilově 9 341 korun.
Pro farnost, stejně jako další farnosti děkanátu Zábřeh vychází každý týden Farní informace.